# 埃德加斯普林斯 (密蘇里州)
埃德加斯普林斯（英語：Edgar Springs）是位於美國密蘇里州費爾普斯縣的城市。

## 人口
根據2020年美國人口普查的數據，埃德加斯普林斯的面積為1.22平方千米，皆為陸地。當地共有人口199人，而人口密度為每平方千米163人。